# Delfínec Peronův
Delfínec Peronův (Lissodelphis peronii) je druh menšího delfínovitého kytovce, který představuje jednoho ze dvou zástupců rodu Lissodelphis. Vyskytuje se v chladnějších oceánských vodách jižní polokoule.   

## Systematika
Druh popsal v roce 1804 francouzský přírodovědec Bernard Germain de Lacépède. Název rodu pochází z řeckého lissos, čili „hladký“, což odkazuje na absenci hřbetní ploutve či hřebene, a delphis, neboli „delfín“. Druhové jméno peronii je připomínkou Françoise Pérona, francouzského přírodovědce, který spatřil delfínce Peronovy v roce 1802 u Tasmánie během plavby na francouzské korvetě Géographe. Nerozlišují se žádné poddruhy. K dalším českým názvům patří delfín Peronův a plískavice Peronova.

## Popis

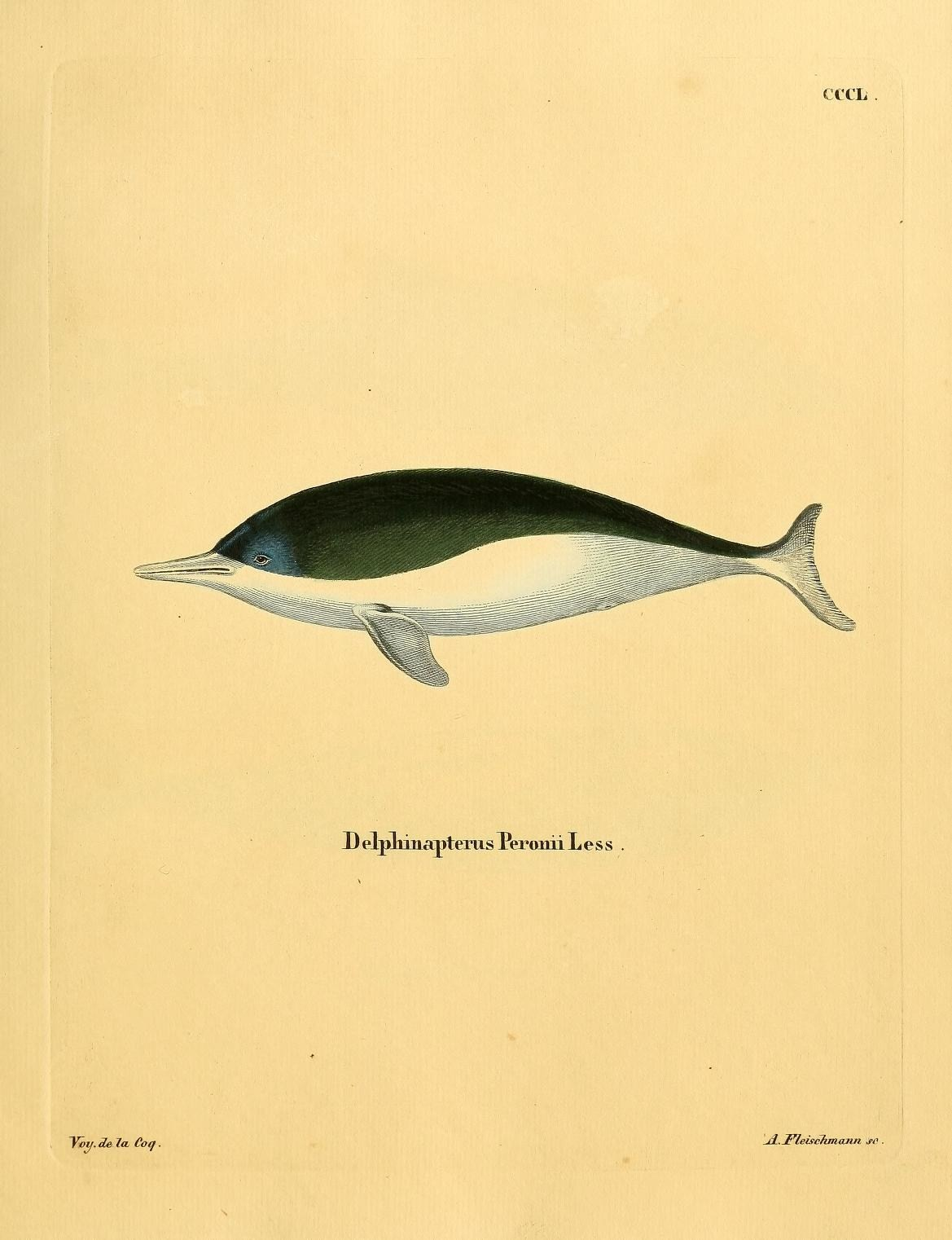
Raná ilustrace delfínce Peronova z let 1774–1846

Jedná se o menší druh kytovce. Samec dorůstá do délek 2,2–2,9 m, délka samice se pohybuje kolem 2,1–2,6 m. Hmotnost druhu je kolem 60 až 100 kg. Tělo je protáhlé a úzké. Hlava je malá, zobák je velmi krátký, avšak výrazný. Hřbetní ploutev či jen hřeben zcela chybí. Hrudní ploutve jsou krátké, úzké, srpovité, na konci špičaté. Horní strana těla je černá, spodina je čistě bílá s ostrou přechodovou hranicí. Bílá zasahuje vysoko na boky, bílý je i zobák a hrudní ploutve, pouze horní zadní (odtoková) hrana je černá. Křídla ocasu jsou velmi malá, zašpičatělá, středový výkroj je výrazný. Ocasní křídla jsou zespodu bílá, shora při okrajích černá, která se ve střední části křídel rozpíjí do světlé. Vzácně byly pozorovány různé variace zbarvení, jako částečně bílí jedinci, cele bílí, šedí, částečně tmaví nebo cele tmaví jedinci.
Ve svém areálu rozšíření se jedná o nezaměnitelný druh díky absenci hřbetní ploutve. K možné záměně na větší vzdálenost může dojít snad jen s lachtany, kteří při plavání u hladiny také ukazují nad vodu jen svůj tmavý hladký hřbet. Tlama ukrývá 44–49 zubů v každé řadě.

## Výskyt
Vyskytuje se v chladných až subantarktických vodách jižní polokoule mezi cca 30–65° j. š. Jižní hranici areálu výskytu představuje převážně Antarktická konvergence. V důsledku mořských proudů směřujících na jižní polokouli proti směru hodinových ručiček se delfínec Peronův vyskytuje podél západního pobřeží kontinentů severněji než na jejich východní straně. V Jižní Americe byl zaznamenán až ve středním Peru při 12° j. š. Výjimečně může zabloudit i do jižní Brazílie. Největší početnosti dosahuje ve vodách Chile, v oblasti Falklandského proudu (mezi Patagonií a Falklandy) a Západního příhonu. Z dalších oblastí častého výskytu lze zmínit jižní Afriku, Austrálii a Nový Zéland.
Obývá hlavně hluboké oceánské vody dále pobřeží, avšak v oblastech s hlubokými vodami (>200 m) blízko u pobřeží může zaplouvat i blíže k souši. K těmto oblastem patří Chile, Nový Zéland nebo Namibie. Výskyt druhu je vázán na oblasti s povrchovou teplotou moře mezi 1–20°C. O pohybu delfínců Peronových toho není příliš známo; některé populace (např. z Namibie) jsou patrně rezidentní, zatímco populace ze západního pobřeží Jižní Ameriky se pravděpodobně přemisťují na zimu severněji a blíže k pobřeží, zatímco jaro a léto tráví jižněji dále od břehu.

## Biologie a chování

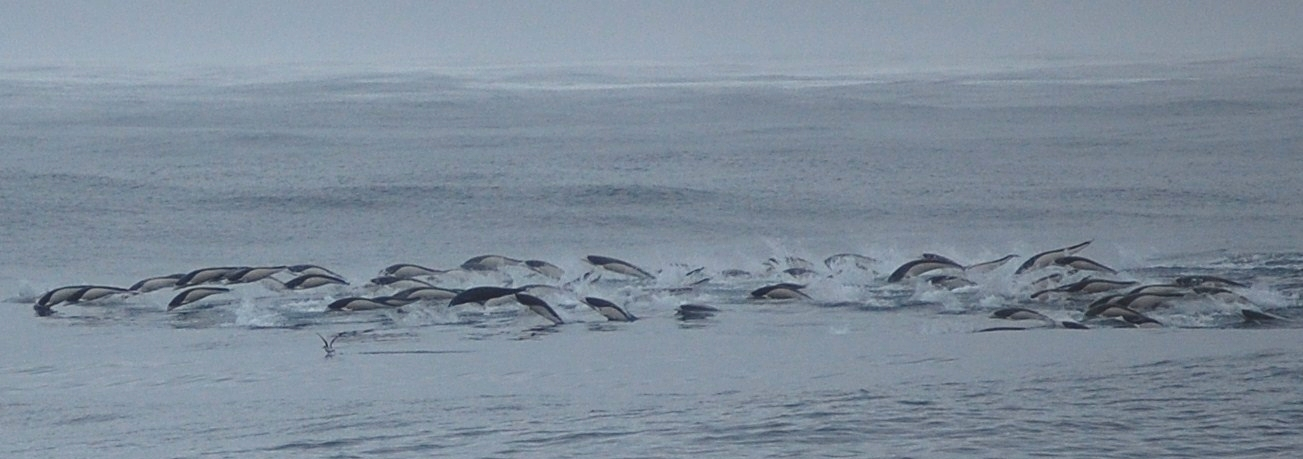
Stádo delfínců Peronových

Jedná se o sociální zvíře, které se pohybuje ve stádech o desítkách až stovkách, výjimečně až tisícovce jedinců. Ve vodě se pohybuje buď rychle a svižně o rychlosti až 25 km / h, během čehož často podniká ladné výskoky nad hladinou, nebo naopak cestuje velmi pomalu, kdy nad hladinu vystrkuje jen nezbytnou část těla pro nádech, takže je jen velmi těžko postřehnutelný. Živí se převážně desetiramenatci a rybami (lampovníkovití aj.), pro které se potápí do hloubek přesahujících 200 m. Pod vodou může vydržet déle než 6 minut, typicky však zůstává ponořen jen 10–75 vteřin.
K predátorům delfínce Peronova patří velké druhy žraloků a kosatka dravá. V roce 1983 bylo nalezeno 86 cm dlouhé novorozeně delfínce Peronova v žaludku ledovky patagonské (Dissostichus eleginoides) a roku 1992 byl reportován nález pozůstatků delfínce Peronova v žaludku světlouna pacifického (Somniosus pacificus). Uváznutí na mělčině jsou vzácná vzhledem k pobytu delfínce Peronova dále od pobřeží.
Výskyt delfínců Peronových je spojován s jinými druhy kytovců, zejména plískavicemi tmavými (Lagenorhynchus obscurus) a kulohlavci černými (Globicephala melas). K lodím se přibližuje jen zřídka. Samice vrhá jednou za dva roky asi metr dlouhé mládě po gestaci dlouhé kolem 12 měsíců. U argentinského poloostrova Valdés byl pozorován pravděpodobný kříženec delfínce Peronova a plískavice tmavé (Lagenorhynchus obscurus).

## Ohrožení
Mezinárodní svaz ochrany přírody (IUCN) ještě v roce 2008 druh nevyhodnocoval pro nedostatek údajů, což bylo v roce 2018 překlasifikováno na málo dotčený taxon. Delfínec Peronův má totiž rozsáhlý areál výskytu, obývá hluboké oceánské vody daleko od pobřeží, není znám žádný výrazný faktor ohrožení a v místech výskytu je druh vcelku běžný. V jižním Chile je delfínec příležitostně chytán jako návnada pro kraby. V Chile a Peru je občas chytán i pro lidskou konzumaci. Delfínec Peronův je patrně příležitostně nechtěně chycen při komerčních rybářských operacích, hlavně pak při v Chile při rybolovu mečounů obecných (Xiphias gladius).